# Richardia humistrata
Richardia humistrata är en måreväxtart som först beskrevs av Adelbert von Chamisso och Diederich Franz Leonhard von Schlechtendal, och fick sitt nu gällande namn av Ernst Gottlieb von Steudel. Richardia humistrata ingår i släktet Richardia och familjen måreväxter. Inga underarter finns listade i Catalogue of Life.